# トリケトン

トリケトン(triketone)またはトリオン(trione)は、3つのケトンを含む分子である。
単純な環状トリケトンとしては、シクロプロパントリオン、バルビツール酸、シアヌル酸等がある。クロコン酸はヒドロキシ基も持つ。ニンヒドリンでは、ケトン基の1つは水和している。
線上のトリケトンには、トリウレットがある。3つのカルボニル基が隣接する化合物には、メソシュウ酸やジオキソコハク酸があるが、これらはジカルボン酸やケトン酸とみなされている。1901年までに知られていたトリケトンとしては、ジフェニルトリケトン、ジフェニルテトラケトン、2,3,4-ペンタントリオンがある。